# 藤本麻依子
藤本 麻衣子（ふじもと まいこ、1991年12月4日 - ）は、日本の元女子ラグビーユニオン選手。ラグビー指導者。

## プロフィール
- 長野県出身[1]。
- ポジションはフッカー(HO)[2]。
- 身長 161cm、体重 70kg

## 略歴
木曽青峰高校、中京大学を経て、YOKOHAMA TKMに加入。
2017年、女子ラグビーワールドカップ2017の女子日本代表に選ばれた。